# روگو
روگو شهری در شهرستان سورگو در استان بولکیمده در بورکینافاسوی غربی مرکزی است جمعیت آن ۲۹۳۵ نفر است.